# Igor Kopyłow (naukowiec)
Igor Pietrowicz Kopyłow (ros. Игорь Петрович Копылов; ur. 28 kwietnia 1928, zm. 2014 w Moskwie) – radziecki i rosyjski doktor nauk technicznych, profesor, profesor honorowy Katedry Elektromechaniki Moskiewskiego Instytutu Energetyki, Zasłużony Pracownik Nauki i Techniki Federacji Rosyjskiej, laureat Nagrody Państwowej ZSRR. Honorowy członek Akademii Inżynierii Federacji Rosyjskiej oraz Akademii Nauk Elektrotechnicznych Federacji Rosyjskiej. Uczestnik walk na froncie wschodnim II wojny światowej.

## Biografia
Igor Pietrowicz Kopyłow urodził się 28 kwietnia 1928 r. W 1952 roku ukończył Moskiewski Instytut Energetyki. W 1966 r. obronił pracę doktorską.
W 1969 r. otrzymał tytuł profesora. W latach 1970–1972 pracował jako prorektor ds. nauki Moskiewskiego Instytutu Energetyki. W latach 1974–1989 kierował Katedrą Maszyn Elektrycznych wyżej wymienionego instytutu.
Kopyłow stworzył teorię uogólnionej transformacji elektromechanicznej, która umożliwia stworzenie modelu matematycznego dowolnej maszyny elektrycznej, udowodnił możliwość wyznaczenia mocy czynnych i biernych podczas stanów nieustalonych.
Wśród jego zainteresowań naukowych należy wymienić: elektromechanikę, nowe źródła energii elektrycznej, rozwój nowych typów silników elektrycznych. Badał możliwości zastąpienia miedzianych drutów uzwojenia drutami ferromagnetycznymi itp.
Pod kierunkiem Kopyłowa przygotowano i obroniono 5 rozpraw doktorskich.
Kopyłow był członkiem rad naukowych, członkiem redakcji czasopism „Elektrotechnika” i „Elektromechanika”, został także wybrany członkiem korespondentem Międzynarodowej Akademii Inżynieryjnej.

## Nagrody i tytuły
- Order Lenina.
- Order Wojny Ojczyźnianej II stopnia.
- Order Czerwonej Gwiazdy.
- Medal „Za obronę Moskwy”.
- Medal „Za obronę Leningradu”.
- Nagroda państwowa ZSRR (1990) – za podręcznik „Modelowanie matematyczne maszyn elektrycznych”.

## Dorobek naukowy
Kopyłow otrzymał 110 patentów na wynalazki, jest autorem około 500 prac naukowych, w tym 45 podręczników i monografii. Wśród nich są:
- Elektriczeskije maszyny. M. Energoatomizdat. 1986.
- Matiematiczeskoje modielirowanije asinchronnych maszyn (współautorstwo). M. Energia. 1969
- Toroidalnyje dwigatieli. M. Energia. 1971.
- Rasczet na CWM charaktieristik asinchronnych maszyn (współautor). M. Energia. 1973.